# Sowjetischer Fußballpokal 1938
Der Sowjetische Fußballpokal 1938 war die dritte Austragung des sowjetischen Pokalwettbewerbs der Männer.
Pokalsieger wurde Spartak Moskau. Das Team setzte sich im Finale gegen Elektrik Leningrad durch. Titelverteidiger Dynamo Moskau schied in der 1. Hauptrunde gegen Torpedo Moskau aus.

## Modus
Zunächst wurden 245 Mannschaften, die nicht der höchsten Liga angehörten, in regionale Zonen eingeteilt. Die 38 Finalsieger waren für die Hauptrunde qualifiziert. In dieser stiegen die 26 Erstligisten ein. Alle Begegnungen wurden in einem Spiel entschieden. Stand es nach regulärer Spielzeit unentschieden, wurde das Spiel um zweimal 15 Minuten verlängert. Stand danach kein Sieger fest, wurde die Begegnung am folgenden Tag an gleicher Stelle wiederholt.wiederholt.

## Vorrunde

### ZoneMoskauGruppe 1

#### Viertelfinale
| Datum      |                           | Ergebnis  |                              |
| ---------- | ------------------------- | --------- | ---------------------------- |
| 26.06.1938 | Zenit Kolomna             | 10:00     | Lokomotive Rjasan            |
| 28.06.1938 | Krasnaja Rosa Moskau      | 1:2       | Kautschuk Moskau             |
| 30.06.1938 | Sawod № 168 Rjasan        | 0:8       | Mjasokombinat Mikojan Moskau |
| 30.06.1938 | Tomna Kineschma           | 3:2       | Prawda Moskau                |
| 30.06.1938 | Kombinat Teikowo          | 2:5       | Stalinez-II Moskau           |
| 30.06.1938 | Lokomotive Serpuchow      | 2:1       | Spartak Kalinin              |
| 30.06.1938 | Kamwolny Kombinat Kunzewo | 1:3       | Scherstjanik Moskau          |
| 30.06.1938 | Sawod Gorbunowa Moskau    | 3:2       | SKP Moskau                   |
| 30.06.1938 | FK MWO Moskau             | 1:0 n. V. | Krasnoje snamja Moskau       |
| 30.06.1938 | SKP Moskau                | 0:1       | Fabrika Babajewo             |
| 30.06.1938 | Lokomotive-II Moskau      | 2:1       | Zenit Tula                   |
| 02.07.1938 | Swesda Orechowo-Sujevo    | 0:4       | Spartak-II Moskau            |

#### Halbfinale
| Datum      |                        | Ergebnis  |                              |
| ---------- | ---------------------- | --------- | ---------------------------- |
| 06.07.1938 | Spartak Iwanowo        | 2:4       | Dynamo Iwanowo               |
| 06.07.1938 | Zenit Kolomna          | 5:2       | Tomna Kineschma              |
| 06.07.1938 | Stalinez-II Moskau     | 5:3       | Lokomotive Serpuchow         |
| 06.07.1938 | Scherstjanik Moskau    | 6:0       | Kautschuk Moskau             |
| 06.07.1938 | Sawod Gorbunowa Moskau | 3:1       | FK MWO Moskau                |
| 06.07.1938 | Lokomotive-II Moskau   | 4:3       | Fabrika Babajewo             |
| 06.07.1938 | Lokomotive Ljublino    | 1+:- 1    | Team Rjasan                  |
| 06.07.1938 | Spartak-II Moskau      | 1:1 n. V. | Mjasokombinat Mikojan Moskau |

##### Wiederholungsspiel
| Datum      |                   | Ergebnis |                              |
| ---------- | ----------------- | -------- | ---------------------------- |
| 07.07.1938 | Spartak-II Moskau | 7:1      | Mjasokombinat Mikojan Moskau |

#### Finale
| Datum      |                      | Ergebnis  |                        |
| ---------- | -------------------- | --------- | ---------------------- |
| 12.07.1938 | Dynamo Iwanowo       | 1:3       | Spartak-II Moskau      |
| 12.07.1938 | Stalinez-II Moskau   | 3:1       | Zenit Kolomna          |
| 12.07.1938 | Scherstjanik Moskau  | 3:1       | Sawod Gorbunowa Moskau |
| 12.07.1938 | Lokomotive-II Moskau | 3:3 n. V. | Lokomotive Ljublino    |

##### Wiederholungsspiel
| Datum      |                      | Ergebnis |                     |
| ---------- | -------------------- | -------- | ------------------- |
| 13.07.1938 | Lokomotive-II Moskau | 3:2      | Lokomotive Ljublino |

### ZoneMoskauGruppe 2

#### Viertelfinale
| Datum      |                             | Ergebnis |                       |
| ---------- | --------------------------- | -------- | --------------------- |
| 26.06.1938 | Sniper Podolsk              | 3:1      | Sawod № 20 Moskau     |
| 30.06.1938 | Osnowa Witschuga            | 0:6      | SiF Moskau            |
| 30.06.1938 | Zenit Podlipki              | 7:0      | Sniper Moskau         |
| 30.06.1938 | Proletarskaja Pobeda Moskau | 1+:- 1   | Dynamo-II Moskau      |
| 30.06.1938 | Zenit Kowrow                | 1:0      | Dynamo Kalinin        |
| 30.06.1938 | Sawod Geofisika Moskau      | 9:0      | Maschtechsojus Moskau |
| 30.06.1938 | Dynamo Bolschewo            | 5:0      | Zwetmet Moskau        |
| 02.07.1938 | Start Moskau                | 6:0      | Selmasch Ljuberzy     |

#### Halbfinale
| Datum      |                                  | Ergebnis |                             |
| ---------- | -------------------------------- | -------- | --------------------------- |
| 06.07.1938 | Burewestnik Tula                 | 1:2      | Trud Krasnaja Poljana       |
| 06.07.1938 | Dynamo Bolschewo                 | 3:2      | Sawod Geofisika Moskau      |
| 06.07.1938 | Dynamo Ljuberzy                  | 2:6      | KIM Moskau                  |
| 06.07.1938 | Fabrika Prawda Likino-Duljowo    | 1+:- 1   | Pischtschewik-II Moskau     |
| 06.07.1938 | Krasnoje snamja Pawlowski Possad | 0:4      | Krasnoje snamja Noginsk     |
| 06.07.1938 | Sniper Podolsk                   | 5:0      | Zenit Kowrow                |
| 06.07.1938 | Zenit Podlipki                   | 6:0      | Proletarskaja Pobeda Moskau |
| 06.07.1938 | SiF Moskau                       | 3:0      | Start Moskau                |

#### Finale
| Datum      |                               | Ergebnis |                       |
| ---------- | ----------------------------- | -------- | --------------------- |
| 12.07.1938 | Dynamo Bolschewo              | 8:0      | Sniper Podolsk        |
| 12.07.1938 | Fabrika Prawda Likino-Duljowo | 5:1      | KIM Moskau            |
| 12.07.1938 | Krasnoje snamja Noginsk       | 5:2      | Trud Krasnaja Poljana |
| 12.07.1938 | Zenit Podlipki                | 4:2      | SiF Moskau            |

### ZoneLeningrad

#### Halbfinale
| Datum      |                           | Ergebnis |                           |
| ---------- | ------------------------- | -------- | ------------------------- |
| 08.07.1938 | Ischorsky sawod Leningrad | 3:0      | SiO Leningrad             |
| 08.07.1938 | Lokomotive Wologda        | 2:5      | Sawod Elektrik Leningrad  |
| 08.07.1938 | SiS Leningrad             | 0:3      | Kirowskij sawod Leningrad |

#### Finale
| Datum      |                           | Ergebnis |                             |
| ---------- | ------------------------- | -------- | --------------------------- |
| 12.07.1938 | Kautschuk Leningrad       | 1:3      | SiK Leningrad               |
| 12.07.1938 | Kirowskij sawod Leningrad | 6:0      | Ischorsky sawod Leningrad   |
| 12.07.1938 | Spartak Jaroslawl         | 2:1      | Krasnaja Sarja-II Leningrad |
| 12.07.1938 | Sawod Elektrik Leningrad  | 4:3      | GOMS Leningrad              |

### ZoneWoronesch

#### Viertelfinale
| Datum      |                 | Ergebnis |                       |
| ---------- | --------------- | -------- | --------------------- |
| 06.07.1938 | Dynamo Kursk    | 1:2      | Dserschinets Beschiza |
| 06.07.1938 | Salomjot Tambow | 1:2      | Dynamo Woronesch      |
| 06.07.1938 | SiW Woronesch   | 3:1      | DKA Woronesch         |

#### Halbfinale
| Datum      |                       | Ergebnis |                   |
| ---------- | --------------------- | -------- | ----------------- |
| 12.07.1938 | Dynamo Woronesch      | 4:0      | Spartak Woronesch |
| 12.07.1938 | Dserschinets Beschiza | 0:2      | SiW Woronesch     |

#### Finale
| Datum      |               | Ergebnis |                  |
| ---------- | ------------- | -------- | ---------------- |
| 30.07.1938 | SiW Woronesch | 11:3 1   | Dynamo Woronesch |

### ZoneChabarowsk

#### Viertelfinale
| Datum      |                     | Ergebnis |                        |
| ---------- | ------------------- | -------- | ---------------------- |
| 16.07.1938 | Stroitel Komsomolsk | 5:1      | Krylja Sowetow Irkutsk |

#### Halbfinale
| Datum      |                   | Ergebnis |                           |
| ---------- | ----------------- | -------- | ------------------------- |
| 12.07.1938 | Dynamo Chabarowsk | 7:0      | Lokomotive Wostka Irkutsk |
| 30.07.1938 | Dynamo Irkutsk    | 3:1      | Stroitel Komsomolsk       |

#### Finale
| Datum      |                | Ergebnis |                   |
| ---------- | -------------- | -------- | ----------------- |
| 05.08.1938 | Dynamo Irkutsk | 2:1      | Dynamo Chabarowsk |

### ZoneNowosibirsk

#### 1. Runde
| Datum      |                              | Ergebnis  |                            |
| ---------- | ---------------------------- | --------- | -------------------------- |
| 06.07.1938 | Lokomotive Krasnojarsk       | 1:0 n. V. | Dynamo Nowosibirsk         |
| 06.07.1938 | Stroitel-Wostoka Nowosibirsk | 4:2       | Krylja Sowetow Nowosibirsk |
| 06.07.1938 | Technikum FK Nowosibirsk     | 0+:- 1    | Lokomotive Tjumen          |

#### Viertelfinale
| Datum      |                              | Ergebnis |                        |
| ---------- | ---------------------------- | -------- | ---------------------- |
| 11.07.1938 | DKA Omsk                     | 4:2      | Lokomotive Omsk        |
| 12.07.1938 | Dynamo Omsk                  | 0:3      | Metallurg Stalinsk     |
| 12.07.1938 | Stroitel-Wostoka Nowosibirsk | 1:0      | Dynamo Krasnojarsk     |
| 12.07.1938 | Technikum FK Nowosibirsk     | 2:1      | Lokomotive Krasnojarsk |

#### Halbfinale
| Datum      |                              | Ergebnis |                          |
| ---------- | ---------------------------- | -------- | ------------------------ |
| 18.07.1938 | Metallurg Stalinsk           | 5:0      | Technikum FK Nowosibirsk |
| 18.07.1938 | Stroitel-Wostoka Nowosibirsk | 3:0      | DKA Omsk                 |

#### Finale
| Datum      |                              | Ergebnis |                    |
| ---------- | ---------------------------- | -------- | ------------------ |
| 30.07.1938 | Stroitel-Wostoka Nowosibirsk | 4:1      | Metallurg Stalinsk |

### ZoneSwerdlowsk

#### Viertelfinale
| Datum      |                       | Ergebnis |                                |
| ---------- | --------------------- | -------- | ------------------------------ |
| 06.07.1938 | Dynamo Tscheljabinsk  | 10:00    | Metallurg-Wostoka Magnitogorsk |
| 06.07.1938 | Dynamo Kirow          | 1:3      | Dynamo Swerdlowsk              |
| 06.07.1938 | Dynamo Kungur         | 2:4      | Metallurg-Wostoka Swerdlowsk   |
| 06.07.1938 | Torpedo Ischewsk      | 1:3      | Stroitel-Wostoka Swerdlowsk    |
| 06.07.1938 | Traktor Tscheljabinsk | 4:3      | Zenit Wotkinsk                 |

#### Halbfinale
| Datum      |                             | Ergebnis  |                              |
| ---------- | --------------------------- | --------- | ---------------------------- |
| 12.07.1938 | Dynamo Tscheljabinsk        | 2:0       | Metallurg-Wostoka Swerdlowsk |
| 12.07.1938 | Stroitel-Wostoka Swerdlowsk | 7:1       | Dynamo Ufa                   |
| 12.07.1938 | Swetmet Krasnouralsk        | 1:1 n. V. | Awangard Swerdlowsk          |
| 14.07.1938 | Traktor Tscheljabinsk       | 0:9       | Dynamo Swerdlowsk            |

##### Wiederholungsspiel
| Datum      |                      | Ergebnis |                     |
| ---------- | -------------------- | -------- | ------------------- |
| 13.07.1938 | Swetmet Krasnouralsk | 3:1      | Awangard Swerdlowsk |

#### Finale
| Datum      |                             | Ergebnis |                      |
| ---------- | --------------------------- | -------- | -------------------- |
| 18.07.1938 | Dynamo Swerdlowsk           | 7:1      | Swetmet Krasnouralsk |
| 18.07.1938 | Stroitel-Wostoka Swerdlowsk | 3:1      | Dynamo Tscheljabinsk |

### ZoneGorki

#### Viertelfinale
| Datum      |                 | Ergebnis |                      |
| ---------- | --------------- | -------- | -------------------- |
| 06.07.1938 | Dynamo Kasan    | 4:0      | Spartak Kasan        |
| 06.07.1938 | Dynamo Saransk  | 4:1      | Metallist Pawlowo    |
| 06.07.1938 | Elektrik Gorki  | 1:2      | Spartak Gorki        |
| 06.07.1938 | Spartak Pawlowo | 5:1      | Lokomotive Kasan     |
| 06.07.1938 | Torpedo Gorki   | 6:2      | Krylja Sowetow Gorki |

#### Halbfinale
| Datum      |                     | Ergebnis |                         |
| ---------- | ------------------- | -------- | ----------------------- |
| 12.07.1938 | Dynamo Kasan        | 3:0      | Spartak Gorki           |
| 12.07.1938 | Dynamo Joschkar-Ola | 8:2      | Lokomotive Joschkar-Ola |
| 12.07.1938 | Spartak Saransk     | 0:4      | Dynamo Saransk          |
| 12.07.1938 | Torpedo Gorki       | 10:10    | Spartak Pawlowo         |

#### Finale
| Datum      |                | Ergebnis |                     |
| ---------- | -------------- | -------- | ------------------- |
| 18.07.1938 | Dynamo Saransk | 1:9      | Dynamo Kasan        |
| 18.07.1938 | Torpedo Gorki  | 3:0      | Dynamo Joschkar-Ola |

### ZonePowolschje

#### Viertelfinale
| Datum      |                         | Ergebnis |                        |
| ---------- | ----------------------- | -------- | ---------------------- |
| 07.07.1938 | Elektrik Saratow        | 0+:- 1   | DKA Stalingrad         |
| 07.07.1938 | Pischtschewik Astrachan | 0+:- 1   | Zenit № 221 Stalingrad |
| 07.07.1938 | Traktor-II Stalingrad   | 1:0      | Wodnik Astrachan       |

#### Halbfinale
| Datum      |                         | Ergebnis  |                        |
| ---------- | ----------------------- | --------- | ---------------------- |
| 12.07.1938 | Elektrik Saratow        | 0:2       | Lokomotive Kuibyschew  |
| 12.07.1938 | Lokomotive Saratow      | 2:2 n. V. | Krylja Sowetow Saratow |
| 12.07.1938 | Spartak Kuibyschew      | 0:2       | Dynamo Stalingrad      |
| 13.07.1938 | Pischtschewik Astrachan | 2:3       | Traktor-II Stalingrad  |

##### Wiederholungsspiel
| Datum      |                    | Ergebnis |                        |
| ---------- | ------------------ | -------- | ---------------------- |
| 13.07.1938 | Lokomotive Saratow | 5:0      | Krylja Sowetow Saratow |

#### Finale
| Datum      |                       | Ergebnis  |                       |
| ---------- | --------------------- | --------- | --------------------- |
| 18.07.1938 | Lokomotive Kuibyschew | 0:2       | Dynamo Stalingrad     |
| 18.07.1938 | Lokomotive Saratow    | 4:3 n. V. | Traktor-II Stalingrad |

### ZoneRostow

#### Halbfinale
| Datum      |                          | Ergebnis  |                      |
| ---------- | ------------------------ | --------- | -------------------- |
| 06.07.1938 | Dynamo Krasnodar         | 3:4 n. V. | Zenit Taganrog       |
| 06.07.1938 | Energija Nowotscherkassk | 3:1       | Medik Krasnodar      |
| 06.07.1938 | Krylja Sowetow Taganrog  | 1:3       | Pischtschewik Rostow |
| 06.07.1938 | Pischtschewik Krasnodar  | 0:1       | Mjasokombinat Maikop |

#### Finale
| Datum      |                          | Ergebnis |                      |
| ---------- | ------------------------ | -------- | -------------------- |
| 12.07.1938 | Energija Nowotscherkassk | 3:0      | Pischtschewik Rostow |
| 12.07.1938 | Zenit Taganrog           | 4:0      | Mjasokombinat Maikop |

### ZoneTiflis

#### Viertelfinale
| Datum      |               | Ergebnis |              |
| ---------- | ------------- | -------- | ------------ |
| 06.07.1938 | Dinamo Batumi | 4:1      | Nauka Tiflis |

#### Halbfinale
| Datum      |                   | Ergebnis |                      |
| ---------- | ----------------- | -------- | -------------------- |
| 12.07.1938 | Spartak Leninakan | 1:2      | Dinamo Batumi        |
| 12.07.1938 | Spartak Jerewan   | 2:0      | Pischtschewik Tiflis |

#### Finale
| Datum      |               | Ergebnis |                 |
| ---------- | ------------- | -------- | --------------- |
| 18.07.1938 | Dinamo Batumi | 3:0      | Spartak Jerewan |

### ZoneBaku

#### Viertelfinale
| Datum      |             | Ergebnis |               |
| ---------- | ----------- | -------- | ------------- |
| 06.07.1938 | Wodnik Baku | 3:1      | Stroitel Baku |

#### Halbfinale
| Datum      |                 | Ergebnis |                       |
| ---------- | --------------- | -------- | --------------------- |
| 07.07.1938 | Lokomotive Baku | 11:00    | Lokomotive Aschchabat |
| 08.07.1938 | Wodnik Baku     | 0:4      | Neftjanik Baku        |

#### Finale
| Datum      |                 | Ergebnis |                |
| ---------- | --------------- | -------- | -------------- |
| 12.07.1938 | Lokomotive Baku | 3:1      | Neftjanik Baku |

### ZoneTaschkent

#### Viertelfinale
| Datum      |                   | Ergebnis |                      |
| ---------- | ----------------- | -------- | -------------------- |
| 06.07.1938 | Dinamo Stalinabad | 2:4      | Dinamo Taschkent     |
| 12.07.1938 | Dynamo Karaganda  | 2:1      | Lokomotive Taschkent |

#### Halbfinale
| Datum      |                  | Ergebnis |                   |
| ---------- | ---------------- | -------- | ----------------- |
| 17.07.1938 | Dinamo Alma-Ata  | 5:2      | Dinamo Taschkent  |
| 17.07.1938 | Dynamo Karaganda | 0+:- 1   | Spartak Taschkent |

#### Finale
| Datum      |                 | Ergebnis |                  |
| ---------- | --------------- | -------- | ---------------- |
| 22.07.1938 | Dinamo Alma-Ata | 1:0      | Dynamo Karaganda |

### ZoneMinsk

#### Viertelfinale
| Datum      |                               | Ergebnis |               |
| ---------- | ----------------------------- | -------- | ------------- |
| 06.07.1938 | Technikum Fiskultury Smolensk | 3:4      | Spartak Minsk |
| 07.07.1938 | Dynamo Smolensk               | 5:0      | KIM Minsk     |

#### Halbfinale
| Datum      |               | Ergebnis |                 |
| ---------- | ------------- | -------- | --------------- |
| 12.07.1938 | Spartak Gomel | 2:4      | Dynamo Smolensk |
| 12.07.1938 | Spartak Minsk | 0+:- 1   | Dinamo Minsk    |

#### Finale
| Datum      |               | Ergebnis |                 |
| ---------- | ------------- | -------- | --------------- |
| 18.07.1938 | Spartak Minsk | 1:0      | Dynamo Smolensk |

### ZoneCharkow

#### 1. Runde
| Datum      |                       | Ergebnis |                      |
| ---------- | --------------------- | -------- | -------------------- |
| 05.05.1938 | Awangard Sumy         | 1:5      | Molnija Charkow      |
| 05.05.1938 | Rot-Front Poltawa     | 0:1      | Awangard Charkow     |
| 06.05.1938 | Kanatny sawod Charkow | 0:4      | Stalinez Charkow     |
| 06.05.1938 | Lokomotive Charkow    | 1:0      | Dinamo Poltawa       |
| 06.05.1938 | Selmasch-II Charkow   | 0:2      | Automotor Charkow    |
| 06.05.1938 | Spartak Poltawa       | 1:3      | Sahaniki Sumy        |
| 06.05.1938 | Spartak Sumy          | 1:0      | Sahaniki Karlowka    |
| 06.05.1938 | Traktor Charkow       | 0+:- 1   | Lokomotive Poltawa   |
| 06.05.1938 | Sdorowje Charkow      | 0+:- 1   | Dinamo Charkow       |
| 06.05.1938 | Zenit Charkow         | 3:1      | FK Metallist Charkow |

#### Viertelfinale
| Datum      |                    | Ergebnis |                   |
| ---------- | ------------------ | -------- | ----------------- |
| 11.05.1938 | Stalinez Charkow   | 4:1      | Automotor Charkow |
| 11.05.1938 | Sdorowje Charkow   | 4:3      | Awangard Charkow  |
| 12.05.1938 | Lokomotive Charkow | 1:0      | Sahaniki Sumy     |
| 12.05.1938 | Zenit Charkow      | 0+:- 1   | Molnija Charkow   |
| 13.05.1938 | Traktor Charkow    | 5:1      | Spartak Sumy      |

#### Halbfinale
| Datum      |                    | Ergebnis |                  |
| ---------- | ------------------ | -------- | ---------------- |
| 15.05.1938 | Zenit Charkow      | 3:0      | Stalinez Charkow |
|            | Sdorowje Charkow   | Freilos  |                  |
|            | Traktor Charkow    | Freilos  |                  |
|            | Lokomotive Charkow | Freilos  |                  |

#### Finale
| Datum      |                    | Ergebnis |                 |
| ---------- | ------------------ | -------- | --------------- |
| 24.05.1938 | Lokomotive Charkow | 3:0      | Zenit Charkow   |
| 24.05.1938 | Sdorowje Charkow   | 1:0      | Traktor Charkow |

### ZoneKiew

#### Viertelfinale
| Datum      |                    | Ergebnis  |                           |
| ---------- | ------------------ | --------- | ------------------------- |
| 05.05.1938 | Dynamo Schitomir   | 1:1 n. V. | Dynamo Mogiljow-Podolski  |
| 06.05.1938 | Asot Schostka      | 01:10     | Dynamo-II Kiew            |
| 06.05.1938 | Dynamo Winniza     | 1:1 n. V. | Wodnik Kiew               |
| 06.05.1938 | Lokomotive Konotop | 0+:- 1    | DKA Korosten              |
| 06.05.1938 | Lokomotive-II Kiew | 4:2       | Rot Front Kiew            |
| 06.05.1938 | FK Spartak Kiew    | 1:2       | Technikum Fiskultury Kiew |
| 06.05.1938 | Spartak Korosten   | 0-:+ 1    | Spartak Tschernigow       |
| 06.05.1938 | Zenit Kiew         | 5:3       | Temp Winniza              |

### Wiederholungsspiele
| Datum      |                  | Ergebnis  |                          |
| ---------- | ---------------- | --------- | ------------------------ |
| 06.05.1938 | Dynamo Schitomir | 1:0       | Dynamo Mogiljow-Podolski |
| 07.05.1938 | Dynamo Winniza   | 1:2 n. V. | Wodnik Kiew              |

#### Halbfinale
| Datum      |                           | Ergebnis |                     |
| ---------- | ------------------------- | -------- | ------------------- |
| 12.05.1938 | Dynamo-II Kiew            | 3:1      | Dynamo Schitomir    |
| 12.05.1938 | Technikum Fiskultury Kiew | 0:3      | Lokomotive-II Kiew  |
| 12.05.1938 | Wodnik Kiew               | 2:0      | Spartak Tschernigow |
| 12.05.1938 | Zenit Kiew                | 5:1      | Lokomotive Konotop  |

#### Finale
| Datum      |                    | Ergebnis  |             |
| ---------- | ------------------ | --------- | ----------- |
| 19.05.1938 | Lokomotive-II Kiew | 3:2       | Zenit Kiew  |
| 20.05.1938 | Dynamo-II Kiew     | 2:1 n. V. | Wodnik Kiew |

### ZoneOdessa

#### Viertelfinale
| Datum      |                           | Ergebnis  |                      |
| ---------- | ------------------------- | --------- | -------------------- |
| 06.05.1938 | Burewestnik Kriwoi Rog    | 3:3 n. V. | Lokomotive Kotow     |
| 06.05.1938 | Dserschinets Krementschug | 4:0       | Spartak Tiraspol     |
| 06.05.1938 | Lokomotive Odessa         | 4:0       | Ruda Kriwoi Rog      |
| 06.05.1938 | Lokomotive Wosnessensk    | 1:3       | Pischtschewik Odessa |
| 06.05.1938 | Pischtschewik Cherson     | 0:4       | Dynamo Nikolajew     |
| 06.05.1938 | Selmasch Kirowo           | 2:1       | Snanije Cherson      |
| 06.05.1938 | Stroitel Kriwoi Rog       | 1:3       | Stal Kriwoi Rog      |
| 06.05.1938 | Sudostroitel Nikolajew    | 8:0       | Wodnik Cherson       |

### Wiederholungsspiel
| Datum      |                        | Ergebnis |                    |
| ---------- | ---------------------- | -------- | ------------------ |
| 07.05.1938 | Burewestnik Kriwoi Rog | 0+:- 1   | Lokomotive Kotowsk |

#### Halbfinale
| Datum      |                           | Ergebnis |                        |
| ---------- | ------------------------- | -------- | ---------------------- |
| 12.05.1938 | Burewestnik Kriwoi Rog    | 2:4      | Lokomotive Odessa      |
| 12.05.1938 | Dynamo Nikolajew          | 7:0      | Stal Kriwoi Rog        |
| 12.05.1938 | Dserschinets Krementschug | 2:0      | Selmasch Kirowo        |
| 18.05.1938 | Pischtschewik Odessa      | 4:1      | Sudostroitel Nikolajew |

#### Finale
| Datum      |                      | Ergebnis |                           |
| ---------- | -------------------- | -------- | ------------------------- |
| 18.05.1938 | Dynamo Nikolajew     | 3:0      | Lokomotive Odessa         |
| 24.05.1938 | Pischtschewik Odessa | 0+:- 1   | Dserschinets Krementschug |

### ZoneDnjepropetrowsk

#### Viertelfinale
| Datum      |                             | Ergebnis |                                      |
| ---------- | --------------------------- | -------- | ------------------------------------ |
| 05.05.1938 | Stal Dnjeprodserschinsk     | 7:0      | Technikum Fiskultury Dnjepropetrowsk |
| 05.05.1938 | Lokomotive Saporoschje      | 3:2      | Lokomotive Dnjepropetrowsk           |
| 05.05.1938 | Stal Dnjepropetrowsk        | 1:3      | Selmasch Saporoschje                 |
| 06.05.1938 | Krylja Sowetow Berdjansk    | 0:5      | Dynamo Dnjepropetrowsk               |
| 06.05.1938 | Lokomotive Losowaja         | 6:1      | Lokomotive Sinelnikowo               |
| 06.05.1938 | Spartak Dnjepropetrowsk     | 3:0      | Krylja Sowetow Saporoschje           |
| 06.05.1938 | Stroitel Dnjeprodserschinsk | 0:4      | SiL Dnjepropetrowsk                  |
| 06.05.1938 | Swetmet Saporoschje         | 5:3      | SiK Dnjepropetrowsk                  |

#### Halbfinale
| Datum      |                         | Ergebnis  |                         |
| ---------- | ----------------------- | --------- | ----------------------- |
| 12.05.1938 | Dynamo Dnjepropetrowsk  | 0:1 n. V. | Spartak Dnjepropetrowsk |
| 12.05.1938 | Stal Dnjeprodserschinsk | 4:1       | Selmasch Saporoschje    |
| 13.05.1938 | SiL Dnjepropetrowsk     | 1:2       | Swetmet Saporoschje     |
| 15.05.1938 | Lokomotive Saporoschje  | 6:1       | Lokomotive Losowaja     |

#### Finale
| Datum      |                         | Ergebnis |                         |
| ---------- | ----------------------- | -------- | ----------------------- |
| 18.05.1938 | Lokomotive Saporoschje  | 4:2      | Swetmet Saporoschje     |
| 18.05.1938 | Spartak Dnjepropetrowsk | 4:2      | Stal Dnjeprodserschinsk |

### ZoneStalino

#### 1. Runde
| Datum      |                             | Ergebnis |                            |
| ---------- | --------------------------- | -------- | -------------------------- |
| 05.05.1938 | Asot Nowa Gorlowka          | 1:2      | Burewestnik Stalino        |
| 06.05.1938 | Awangard Stalino            | 2:3      | Schachta № 30 Ruttschenko  |
| 06.05.1938 | Dserschinez Woroschilowgrad | 0:6      | Stal Konstantinowka        |
| 06.05.1938 | Lokomotive Slawjansk        | 3:4      | SiS Kramatorsk             |
| 06.05.1938 | Lokomotive Jassinowataja    | 1:2      | SiL Krasnogorowka          |
| 06.05.1938 | Spartak Starobelsk          | 0:3      | Zenit Stalino              |
| 06.05.1938 | Stachanowez Artjomowsk      | 3:2      | Awangard Druschkowka       |
| 06.05.1938 | Stachanowez Lissitschansk   | 04:0 1   | Awangard Gorlowka          |
| 06.05.1938 | Stachanowez Sergo           | 0-:+ 2   | Burewestnik Krasny Lutsch  |
| 06.05.1938 | Stal Makejewka              | 1:0      | Stal Stalino               |
| 06.05.1938 | Stal Woroschilowgrad        | 2:3      | Stachanowez Ordschonikidse |
| 06.05.1938 | SiO Kramatorsk              | 4:2      | Stachanowez Krasnoarmeisk  |

#### Viertelfinale
| Datum      |                            | Ergebnis |                           |
| ---------- | -------------------------- | -------- | ------------------------- |
| 11.05.1938 | Burewestnik Stalino        | 3:1      | SiL Krasnogorowka         |
| 12.05.1938 | Schachta № 30 Ruttschenko  | 1:0      | Stal Makejewka            |
| 12.05.1938 | Stachanowez Ordschonikidse | 0:1      | Stachanowez Lissitschansk |
| 12.05.1938 | Zenit Stalino              | 12:00    | Burewestnik Krasny Lutsch |
| 12.05.1938 | SiS Kramatorsk             | 3:1      | Stachanowez Krasny Lutsch |
| 18.05.1938 | Stal Konstantinowka        | 8:0      | Stachanowez Artjomowsk    |
|            | SiO Kramatorsk             | Freilos  |                           |

#### Halbfinale
| Datum      |                     | Ergebnis |                           |
| ---------- | ------------------- | -------- | ------------------------- |
| 21.05.1938 | Burewestnik Stalino | 0:7      | Stal Konstantinowka       |
| 21.05.1938 | Zenit Stalino       | 4:0      | Stachanowez Lissitschansk |
| 21.05.1938 | SiS Kramatorsk      | 3:1      | Schachta № 30 Ruttschenko |
|            | SiO Kramatorsk      | Freilos  |                           |

#### Finale
| Datum      |                     | Ergebnis  |                |
| ---------- | ------------------- | --------- | -------------- |
| 24.05.1938 | Stal Konstantinowka | 0:0 n. V. | Zenit Stalino  |
| 24.05.1938 | SiS Kramatorsk      | 3:2       | SiO Kramatorsk |

### Wiederholungsspiel
| Datum      |                     | Ergebnis |               |
| ---------- | ------------------- | -------- | ------------- |
| 25.05.1938 | Stal Konstantinowka | 0+:- 1   | Zenit Stalino |

### ZoneSimferopol

#### Viertelfinale
| Datum      |                          | Ergebnis |                    |
| ---------- | ------------------------ | -------- | ------------------ |
| 06.07.1938 | Pischtschewik Simferopol | 0:1      | Spartak Simferopol |

#### Halbfinale
| Datum      |                         | Ergebnis |                    |
| ---------- | ----------------------- | -------- | ------------------ |
| 06.05.1938 | Pischtschewik Kertsch   | 1:3      | Spartak Simferopol |
| 06.05.1938 | Sudostroitel Sewastopol | 3:2      | Stal Kertsch       |

#### Finale
| Datum      |                    | Ergebnis |                         |
| ---------- | ------------------ | -------- | ----------------------- |
| 06.05.1938 | Spartak Simferopol | 2:1      | Sudostroitel Sewastopol |

## 1. Runde
Teilnehmer: Die 38 Finalsieger der Vorrunde und die 26 Erstligisten.
| Datum      |                               | Ergebnis  |                             |
| ---------- | ----------------------------- | --------- | --------------------------- |
| 21.07.1938 | Sawod Elektrik Leningrad      | 0:6       | Selmasch Charkow            |
| 29.07.1938 | Scherstjanik Moskau           | 1:4       | Pischtschewik Odessa        |
| 30.07.1938 | Dynamo Swerdlowsk             | 1:3       | Dynamo Kasan                |
| 30.07.1938 | Krasnoje snamja Noginsk       | 1:1 n. V. | Stalinez Leningrad          |
| 01.08.1938 | SiS Kramatorsk                | 0+:- 1    | Lokomotive Saporoschje      |
| 01.08.1938 | Dinamo Batumi                 | 2:0       | Energija Nowotscherkassk    |
| 01.08.1938 | Dynamo Kiew                   | 2:0       | Lokomotive Moskau           |
| 01.08.1938 | Dynamo-II Kiew                | 0:1       | Stal Konstantinowka         |
| 01.08.1938 | Spartak Minsk                 | 0+:- 1    | Lokomotive Charkow          |
| 01.08.1938 | Spartak Moskau                | 5:2       | SiK Leningrad               |
| 01.08.1938 | Stalinez-II Moskau            | 3:2       | Sdorowje Charkow            |
| 01.08.1938 | Zenit Leningrad               | 5:4       | Zenit Podlipki              |
| 02.08.1938 | Dynamo Nikolajew              | 3:0       | Kirowskij sawod Leningrad   |
| 02.08.1938 | Fabrika Prawda Likino-Duljowo | 0:5       | Elektrik Leningrad          |
| 02.08.1938 | Lokomotive-II Kiew            | 1:7       | Metallurg Moskau            |
| 03.08.1938 | Lokomotive Saratow            | 2:2 n. V. | Dynamo Stalingrad           |
| 03.08.1938 | Lokomotive-II Moskau          | 1:1 n. V. | Dynamo Bolschewo            |
| 03.08.1938 | Spartak Simferopol            | 1:2       | Lokomotive Kiew             |
| 03.08.1938 | Stachanowez Stalino           | 5:0       | Spartak Jaroslawl           |
| 03.08.1938 | Torpedo Gorki                 | 7:0       | Stroitel-Wostoka Swerdlowsk |
| 05.08.1938 | ZDKA Moskau                   | 0:1       | Spartak Leningrad           |
| 05.08.1938 | Dynamo Odessa                 | 2:1       | Spartak-II Moskau           |
| 05.08.1938 | Dynamo Woronesch              | 0:4       | Stalinez-II Moskau          |
| 05.08.1938 | Torpedo Moskau                | 3:1       | Dynamo Moskau               |
| 06.08.1938 | Dinamo Alma-Ata               | 2:1 n. V. | Zenit Taganrog              |
| 06.08.1938 | Dinamo Tiflis                 | 4:1       | Lokomotive Tiflis           |
| 06.08.1938 | Temp Baku                     | 0+:- 1    | Traktor Stalingrad          |
| 07.08.1938 | Dynamo Leningrad              | 2:1       | Krylja Sowetow Moskau       |
| 07.08.1938 | Spartak Dnjepropetrowsk       | 0:1       | Pischtschewik Moskau        |
| 08.08.1938 | Lokomotive Baku               | 3:5       | Dynamo Rostow               |
| 08.08.1938 | Spartak Charkow               | 3:0       | Burewestnik Moskau          |
| 10.08.1938 | Stroitel-Wostoka Nowosibirsk  | 0:0 n. V. | Dynamo Irkutsk              |

### Wiederholungsspiele
| Datum      |                              | Ergebnis |                    |
| ---------- | ---------------------------- | -------- | ------------------ |
| 31.07.1938 | Krasnoje snamja Noginsk      | 3:4      | Stalinez Leningrad |
| 04.08.1938 | Lokomotive Saratow           | 2:3      | Dynamo Stalingrad  |
| 04.08.1938 | Lokomotive-II Moskau         | 2:3      | Dynamo Bolschewo   |
| 11.08.1938 | Stroitel-Wostoka Nowosibirsk | 0:4      | Dynamo Irkutsk     |

## 2. Runde
| Datum      |                      | Ergebnis  |                     |
| ---------- | -------------------- | --------- | ------------------- |
| 06.08.1938 | Dynamo Kiew          | 0:1       | Stalinez Leningrad  |
| 06.08.1938 | Pischtschewik Odessa | 1:5       | Elektrik Leningrad  |
| 06.08.1938 | Stal Konstantinowka  | 1:4       | Spartak Moskau      |
| 08.08.1938 | Dynamo Nikolajew     | 0:2       | Lokomotive Kiew     |
| 09.08.1938 | SiS Kramatorsk       | 0:0 n. V. | Metallurg Moskau    |
| 11.08.1938 | Dynamo Bolschewo     | 2:1       | Spartak Charkow     |
| 11.08.1938 | Dinamo Tiflis        | 4:2       | Dynamo Rostow       |
| 11.08.1938 | Stalinez-II Moskau   | 0:2       | Selmasch Charkow    |
| 12.08.1938 | Spartak Leningrad    | 1:5       | Stachanowez Stalino |
| 12.08.1938 | Torpedo Gorki        | 2:3       | Dynamo Leningrad    |
| 13.08.1938 | Dynamo Stalingrad    | 0:0 n. V. | Temp Baku           |
| 13.08.1938 | Spartak Minsk        | 1:3       | Zenit Leningrad     |
| 14.08.1938 | Pischtschewik Moskau | 1:2       | Dynamo Odessa       |
| 14.08.1938 | Torpedo Moskau       | 1:0       | Stalinez-II Moskau  |
| 17.08.1938 | Dynamo Kasan         | 10:00     | Dynamo Irkutsk      |
| 21.08.1938 | Dinamo Batumi        | 3:2       | Dinamo Alma-Ata     |

### Wiederholungsspiele
| Datum      |                   | Ergebnis |                  |
| ---------- | ----------------- | -------- | ---------------- |
| 10.08.1938 | SiS Kramatorsk    | 1:6      | Metallurg Moskau |
| 14.08.1938 | Dynamo Stalingrad | 0:1      | Temp Baku        |

## Achtelfinale
| Datum      |                    | Ergebnis  |                     |
| ---------- | ------------------ | --------- | ------------------- |
| 16.08.1938 | Elektrik Leningrad | 1:0       | Zenit Leningrad     |
| 16.08.1938 | Metallurg Moskau   | 1:3       | Stachanowez Stalino |
| 17.08.1938 | Torpedo Moskau     | 0:3       | Dynamo Bolschewo    |
| 21.08.1938 | Dynamo Odessa      | 2:2 n. V. | Selmasch Charkow    |
| 22.08.1938 | Dinamo Tiflis      | 4:2       | Stalinez Leningrad  |
| 26.08.1938 | Dynamo Leningrad   | 2:1       | Dynamo Kasan        |
| 26.08.1938 | Lokomotive Kiew    | 2:1       | Dinamo Batumi       |
| 26.08.1938 | Spartak Moskau     | 1:0 n. V. | Temp Baku           |

### Wiederholungsspiel
| Datum      |               | Ergebnis |                  |
| ---------- | ------------- | -------- | ---------------- |
| 22.08.1938 | Dynamo Odessa | 4:1      | Selmasch Charkow |

## Viertelfinale
| Datum      |                     | Ergebnis |                  |
| ---------- | ------------------- | -------- | ---------------- |
| 22.08.1938 | Elektrik Leningrad  | 4:0      | Dynamo Bolschewo |
| 31.08.1938 | Stachanowez Stalino | 1:4      | Dinamo Tiflis    |
| 01.09.1938 | Dynamo Odessa       | 0:3      | Spartak Moskau   |
| 04.09.1938 | Dynamo Leningrad    | 4:2      | Lokomotive Kiew  |

## Halbfinale
| Datum      |                    | Ergebnis |                |
| ---------- | ------------------ | -------- | -------------- |
| 07.09.1938 | Elektrik Leningrad | 2:1      | Dinamo Tiflis  |
| 10.09.1938 | Dynamo Leningrad   | 0:1      | Spartak Moskau |

## Finale
| Paarung            | Spartak Moskau – Elektrik Leningrad |
| Ergebnis           | 3:2 (1:1) |
| Datum              | 14. September 1938 |
| Stadion            | Dynamo-Stadion, Moskau |
| Zuschauer          | 75.000 |
| Schiedsrichter     | Michail Onischtschenko |
| Tore               | 1:0 Nikolai Guljajew (13.) 1:1 Alexei Jablotschkin (45.) 2:1 Andrei Starostin (52.) 3:1 Wiktor Semjonow (64.) 3:2 Anatoli Gussew (70.) |
| Spartak Moskau     | Wladislaw Schmelkow – Wiktor Sokolow, Wassili Sokolow – Sergei Artemjew (58. Stanislaw Leuta), Andrei Starostin , Grigori Tutschow – Georgi Glaskow, Wladimir Stepanow, Wiktor Semjonow, Alexei Sokolow, Nikolai Guljajew Cheftrainer: Konstantin Kwaschnin |
| Elektrik Leningrad | Wiktor Nabutow – Wassili Toptalow, Wassili Grigorjew – Wiktor Bodrow, Boris Oreschkin, Alexei Jablotschkin – Pjotr Karas, Pawel Artemjew, Iwan Smirnow , Alexander Fjodorow (70. Anatoli Gussew), Wassili Lotkow Cheftrainer: Konstantin Lemjeschew         |